# Salpinga glandulosa
Salpinga glandulosa är en tvåhjärtbladig växtart som först beskrevs av Henry Allan Gleason, och fick sitt nu gällande namn av John Julius Wurdack. Salpinga glandulosa ingår i släktet Salpinga och familjen Melastomataceae. Inga underarter finns listade i Catalogue of Life.